# Charles Mast
Charles Emmanuel Mast (Parijs, 7 januari 1889 – Clamart, 30 september 1977) was een Franse generaal die deelgenomen had aan de bevrijding van Noord-Afrika in 1942 en was minister-resident van Frankrijk in Tunesië van 1943 tot 1947.

## Voor de oorlog
Zoon van Michel-Edmond Mast en Jeanne Gouat en afkomstig uit een familie die oorspronkelijk uit de Elzas kwam. In 1915 trouwde hij met Suzanne de Bigault de Casanove en hij scheidde en hertrouwde op 14 mei 1935 met Marie-Madeleine Leroy. In 1937 werd Mast militair attaché in Tokio. 

## Begin Tweede Wereldoorlog
Charles Mast was op 1 juni 1940 stafchef van het Tiende Legerkorps en kreeg daarna de rang van général de brigade. Hij werd diezelfde maand gevangengenomen door de Duitsers en gevangengezet in Festung Königstein.  Op 20 september 1941, toen hij op een ontsnapping voorbereiden kreeg hij te horen dat hij vrijgelaten werd.
Mast werd benoemd tot bevelhebber van de Algiers Divisie, toen bevelhebber van de Derde Noord-Afrikaanse Divisie. Hij werd ervan verdacht een tegenstander te zijn van het Vichy-regime en werd hierdoor in 1941 gevangengezet. Zijn vriend kolonel Numata, de militaire attaché van Japan in Vichy-Frankrijk, pleitte voor zijn vrijlating en werd daarop vrijgelaten. Na zijn vrijlating uit de gevangenis werd hij in 1942 stafchef van het 19de Korps in Noord-Afrika.   

## Operatie Toorts
Generaal Charles Mast, die het bevel voerde in het gebied van Algiers was een belangrijke schakel in de materiële voorbereiding van de landing. Hij was een van de eerste en belangrijkste medewerkers van de VS om de operatie voor te bereiden. Hij ontmoette op 23 oktober 1942 tijdens een geheime bijeenkomst in Cherchell aan de kust, niet ver van Algiers in de villa Teyssier, generaal Mark Wayne Clark, adjudant van Eisenhower. Clark kwam in  het geheim aan met een onderzeeër en ontmoette daar militaire en civiele vertegenwoordigers van het verzet zoals kolonel Jousse, Charles Mast, en Bernard Karsenty  en adjunct Jose Aboulker.
Generaal Mark Wayne Clark, rechterhand van Dwight Eisenhower, beschouwde Charles Mast als woordvoerder van Henri Giraud en het hoofd van de Franse legers in Noord-Afrika.
Henri Giraud werd benaderd door de Amerikaanse gezant Jacques Lemaigre Dubreuil en ging akkoord om deel te nemen aan de operatie. Mast  bemiddelde tussen Giraud en De Gaulle, met inbegrip van militaire aangelegenheden. Hij stond bekend als een tegenstander van François Darlan en Alphonse Juin. In 1942 werd Mast bevelhebber van de Casablanca Divisie en in 1943 werd Mast benoemd tot hoofd van de militaire missies in Syrië en Egypte.

## Resident-generaal van Frankrijk in Tunesië
Na de inname van Tunis en Bizerte benoemde Henri Giraud op 7 mei 1943 Charles Mast als Resident-generaal van Frankrijk in Tunesië. Mast erkende de Tunesische Communistische Partij. Hij weigerde de terugkeer van de afgezette Bey, Moncef Bey die gunstig was voor nationalisten. Mast wilde ook de controle over de Neo-Destourpartij, waarvan de leider Habib Bourguiba werd gearresteerd naar aanleiding van de gebeurtenissen van 9 april 1938 en aan het begin van de Tweede Wereldoorlog na Frankrijk werd gebracht. Na de protesten van Tunesische nationalisten werd Bourguiba uiteindelijk vrijgelaten en keerde terug naar Tunis. Op 22 februari 1947 werd Mast door Jean Mons vervangen als resident-generaal.

## Laatste jaren
Charles Mast was in eerste instantie geen voorstander van dekolonisatie. Zijn vriend, generaal Georges Revers raakte betrokken bij intriges bij zijn benoeming tot Hoge Commissaris voor Frans Indo-China in plaats van Léon Pignon. De regering maakte een einde aan hun plannen, omdat zij betrokken waren bij de Piastres-affaire.
Op 20 februari 1947 werd Mast bevorderd to général de division met de rang van commandant d'armée en in naam général d'armée.  Na terugkeer in Frankrijk werd Mast benoemd in de Conseil Supérieur de la Guerre. Hij werd tevens directeur van het Institut des hautes études de Défense nationale (IHEDN). In 1947 werd Mast door de Franse Staat onderscheiden met de benoeming tot Grootofficier in het Legioen van Eer. In 1950 trok Mast zich terug uit het leger.

## Onderscheidingen
- Croix de Guerre 1914-1918 met Ster[1]
- Croix de Guerre 1939-1945 met Palm[1]
- Koloniale Medaille met gespen "MAROC", "TONKIN"[1]
- Commander in het Legioen van Verdienste[1]
- Orde van de Feniks, 5e Klasse[1]
- Ridder in de Orde van de Dannebrog[1]
- Grootkruis in de Orde van de Draak van Annam[1]
- Medaille voor Vrede in Marokko (Medalia Paz de Marruecos)[1]
- Eervolle Vermelding, 2x[1]
- Intergeallieerde Medaille 1914-1918[1]
- Herinneringsmedaille aan de Oorlog 1914-1918[1]
- Verzetsmedaille[1]
- Soldatenkruis[1]
- Insigne van de Verwonde Militairen[1]